# Lac Rio Grande
Le lac Rio Grande est un lac de barrage situé dans le département d'Antioquia, en Colombie.  

## Géographie
Le lac Rio Grande est situé sur le cours du río Grande, à 25 km à l'est de la ville de Medellín. Il est bordé par les municipalités de Santa Rosa de Osos et Don Matías. 
Il a un volume de 220 millions de m3, pour une superficie de 11 km2.